# Cnemaspis grismeri
Espèce
Cnemaspis grismeri est une espèce de geckos de la famille des Gekkonidae.

## Répartition
Cette espèce est endémique du Perak en Malaisie.

## Étymologie
Cette espèce est nommée en l'honneur de Larry Lee Grismer.

## Publication originale
- Wood, Quah, Anuar & Muin, 2013 : A new species of lowland karst dwelling Cnemaspis Strauch 1887 (Squamata: Gekkonidae) from northwestern Peninsular Malaysia. Zootaxa, no 3691 (5), p. 538–558.